# Intoxicação alcoólica
Intoxicação alcoólica, também denominada embriaguez, é o comportamento negativo e as consequências físicas derivadas da ingestão recente de etanol (álcool). Os sintomas da ingestão de pequenas quantidades incluem ligeira sedação e falta de coordenação motora. Em quantidades maiores pode ocorrer fala arrastada, dificuldade em caminhar e vómitos. Em doses extremas o álcool pode causar hipoventilação, coma ou morte. Entre as complicações estão convulsões, pneumonia por aspiração, traumas físicos, diminuição da glicose no sangue.
A intoxicação alcoólica tem geralmente início após a ingestão de duas ou mais bebidas alcoólicas. Entre os fatores de risco estão um contexto social em que é normal beber em excesso e a personalidade impulsiva da pessoa. O diagnóstico geralmente tem por base o historial de eventos e um exame físico. Pode também ser útil confirmar os eventos junto de um acompanhante da pessoa. Em termos jurídicos, a intoxicação alcoólica é geralmente definida como uma taxa de alcoolémia no sangue superior a 5,4-17,4 mmol/L (25-80 mg/dL ou 0,025-0,080%). Este valor pode ser medido no sangue ou com um alcoolímetro. A eliminação do etanol no sangue é de cerca de 10 a 25 mg/dl por hora.
O tratamento de uma intoxicação alcoólica consiste em cuidados de apoio. Geralmente estes cuidados passam por colocar a pessoa na posição lateral de segurança, mantê-la quente e assegurar-se que respira normalmente. A lavagem gástrica e o carvão ativado não têm demonstrado ser úteis. Em alguns casos podem ser necessárias avaliações repetidas para excluir outras potenciais causas dos sintomas.
A intoxicação alcoólica é bastante comum, particularmente nos países ocidentais. A maior parte dos consumidores de álcool já vivenciou uma intoxicação alcoólica pelo menos uma vez na vida. Nos Estados Unidos a condição é diretamente responsável por cerca de 2 200 mortes em cada ano, e de forma indireta por mais de 30 000 mortes em cada ano. A intoxicação alcoólica tem sido documentada ao longo de toda a História. O álcool continua a ser uma das drogas recreativas mais prevalentes em todo o mundo. Algumas religiões consideram que a intoxicação alcoólica é um pecado.